# Giacomo Campeotto
Giacomo Federico Campeotto (født 20. september 1964) er en dansk instruktør.
Han har iscenesat teater for både børn og voksne.
Han har bl.a. iscenesat stykkerne "To dage ud fra lørdag nat" på Fiolteatret 1993, "Kreditorer" på Folketeatret 1998, "Gary's Hus" på Vendsyssel Teater i 2001, "Busters Verden" på Odense Teater 2003 og "Pensionistens hemmelighed" på Vendsyssel Teater i 2004. Han var i perioden 2003-2005 leder af Vendsyssel Teater.
I 2003 fik han sin filminstruktørdebut med filmen Møgunger, og siden har han været instruktør på filmene Tempelriddernes skat II i 2007 og Tempelriddernes skat III i 2008. Han har også instrueret julekalenderen Olsen-bandens første kup fra 1999 og episoder af tv-serien Hotellet fra 2002 samt serien Nynne fra 2006. I 2013 instruerede han børnefilmen Far til fire - Onkel Sofus vender tilbage, som fik biografpremiere den 13. februar 2014. Senest har Giacomo Campeotto instrueret Far til fires vilde ferie som havde premiere 1. oktober 2015.

## Privat
Han er søn af skuespillerinden Ghita Nørby og sangeren Dario Campeotto.
Han var tidligere gift med skuespillerinden Birgitte Simonsen i 18 år.